# Vrije Vrouwenvereeniging

Wilhelmina Drucker, una de las fundadoras de la Asociación de Mujeres Libres. Foto: Colección IAV - Atria.

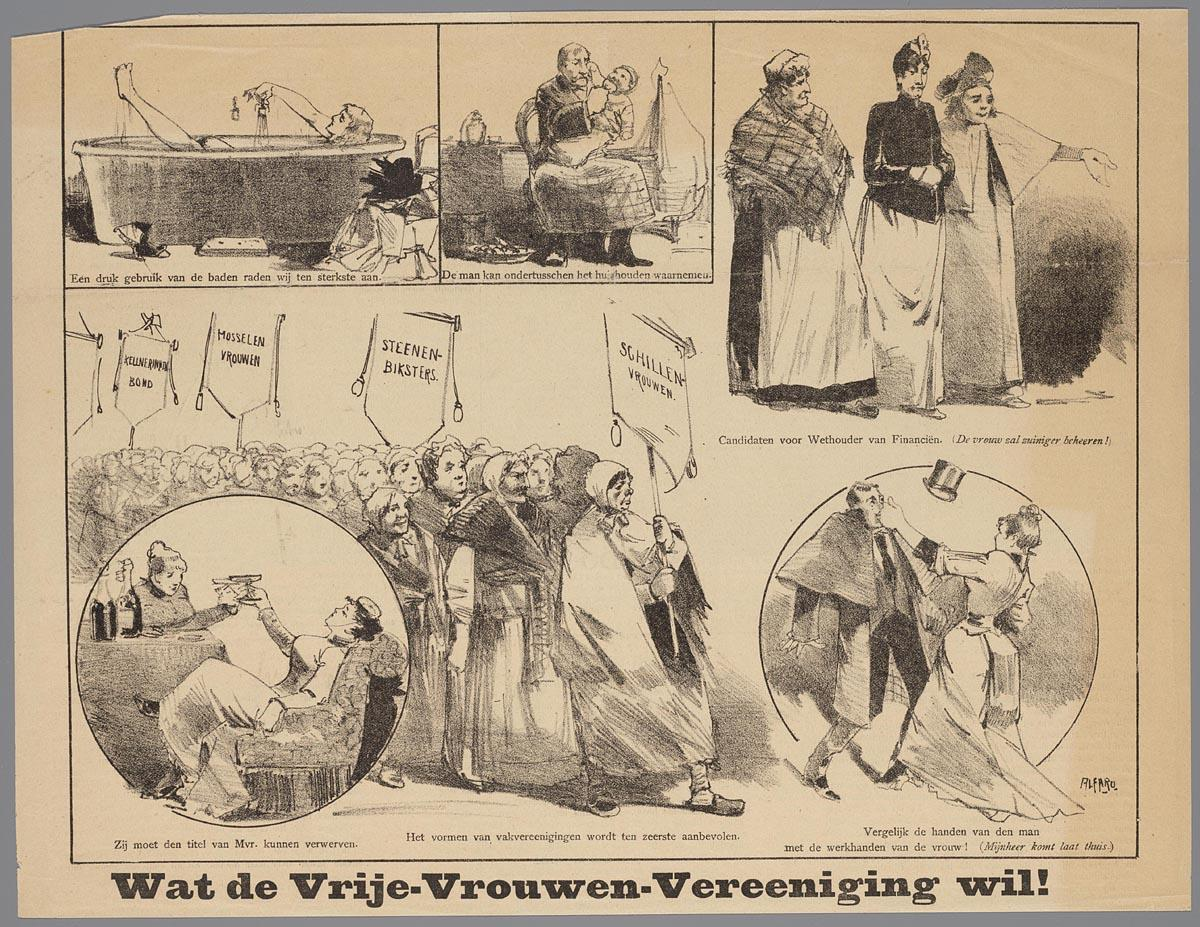
Estampa de Alfaro burlándose de la Asociación de Mujeres Libres

La Vrije Vrouwenvereeniging (es: Asociación de Mujeres Libres) fue un grupo activista en pro de la emancipación y los derechos de las mujeres en los Países Bajos. En octubre de 1889, Wilhelmina Drucker fundó la asociación con las hermanas Grietje y Henriette Cohen, Theodora van Campen-Doesburg, Feitje Acronius-Duinker y Maria Mater-Vonk . La asociación se constituyó oficialmente el 5 de octubre en el Café Suisse de Ámsterdam. Drucker asumió la presidencia y, aunque ella era socialista, la organización se creó con la perspectiva de alejarse de partidos, dogmas y de la estructura social de clases. Esta asociación está considerada como la primera de su tipo en los Países Bajos. Miembros de esta asociación crearon en 1894 la asociación Vereeniging voor Vrouwenkiesrecht (Organización para el sufragio femenino) para reclamar el voto de las mujeres.

## Objetivos
El objetivo general de la asociación era el desarrollo intelectual y político de las mujeres y defender la igualdad de derechos entre hombres y mujeres.
El sufragio femenino no estuvo entre las primeras demandas de la asociación creada en octubre de 1889 inicialmente con la prioridad de abolir la regulación de la prostitución, lograr la igualdad de las madres solteras con las madres casadas y de los niños nacidos dentro y fuera del matrimonio. También se opuso a la protección legal especial del trabajo de la mujer que la Cámara de Representantes había establecido en mayo de 1889 cuyo Código Laboral había liberado las horas de trabajo de los hombres adultos pero restringido las de todas las mujeres y de los varones menores de 16 años. Las mujeres tuvieron así aún más difícil ganarse la vida.
Wilhelmina Drucker puso el sufragio femenino en la agenda política el domingo 17 de agosto de 1890 en una reunión al aire libre por el sufragio universal convocada por una asociación conectada con liberales y socialdemócratas. Drucker era conocida por sus conferencias sobre prostitución pero explicó que el tema del voto de las mujeres era nuevo para ella y que todavía no lo había estudiado a fondo. Su intervención tuvo un importante éxito porque además también defendió el derecho a la elegibilidad de las mujeres en los órganos representativos con el argumento de que las mujeres deberían poder votar por una mujer porque no podía contar con los hombres como representantes del pueblo para representar los intereses de las mujeres.
Drucker planteó la posibilidad de que el acceso al voto de las mujeres fuera gradual empezando primero por las mujeres educadas. Las posiciones generaron enfrentamientos. En muchas ocasiones se debatió sobre el tema en la VVV. Finalmente en 1894 se creó una asociación específica para luchar por el el sufragio femenino, la Vereeniging voor Vrouwenkiesrecht (Organización para el sufragio femenino).
En 1893 la VVV realizaba conferencias públicas y fundó una revista, Evolutie, que siguió existiendo hasta 1926, después de que la propia asociación ya había desaparecido. Después de su fundación, la revista fue editada por Drucker y Theodora Schook-Haver .
La VVV trabajó con los socialistas para lograr que se aprobara una enmienda constitucional en pro del sufragio universal. La cooperación, sin embargo, pronto llegó a su fin cuando socialistas como Henri Polak y Frank van der Goes señalaron que las demandas de la VVV iban demasiado lejos. A lo largo de los años, el apoyo a la asociación disminuyó, pero hubo otro punto culminante en 1898 cuando organizó una exposición sobre el trabajo de la mujer en La Haya, en el contexto de la toma de posesión de la reina Guillermina .

## Vésae también
- Vereeniging voor Vrouwenkiesrecht
- Feminismo en los Países Bajos